# RV Tioga
Le RV Tioga est un petit navire océanographique côtier exploité par l'Institut océanographique de Woods Hole (WHOI) à Woods Hole dans le Massachusetts.
C'est un navire côtier rapide conçu pour tirer rapidement parti des conditions météorologiques favorables et des événements marquants, tels que l’épidémie de prolifération d’algues nuisibles de 2004 (marée rouge).
Actuellement, Tioga est fortement impliqué dans le marquage et l'étude des baleines franches menacées et dans la maintenance de l'observatoire côtier Martha's Vineyard.
Tioga est capable de nombreuses missions telles que l'éducation, l'utilisation de véhicules autonomes, le carottage, l'échantillonnage de l'eau, la plongée, le marquage des baleines, les déploiements et récupérations d'amarres, les déploiements d'instruments.
Il est le troisième des navires de recherche de la classe Challenger. Parmi ses sister-ships figurent le RV Gulf Challenger  exploité par l'Université du New Hampshire, le Fay Slover  exploité par l'Université Old Dominion, et le RV Rachel Carson  exploité par l'Université du Maryland.